# بمباران داروین
بمباران داروین (انگلیسی: Bombing of Darwin) همچنین نبرد داروین، در ۱۹ فوریه ۱۹۴۲، بزرگترین حمله منفرد به استرالیا توسط یک قدرت خارجی بود. در آن روز، ۲۴۲ هواپیمای امپراتوری ژاپن، در دو حمله جداگانه، در تلاش برای جلوگیری از حمله متفقین، به شهر، کشتی‌ها در بندر داروین و دو فرودگاه هوایی شهر حمله کردند.